# Paul Romer
Paul Michael Romer, född 6 november 1955 i Denver, Colorado, är en amerikansk nationalekonom. Han är son till den tidigare Colorado-guvernören Roy Romer.
Romer studerade vid University of Chicago, där han 1977 avlade en bachelorexamen (Bachelor of Science) i fysik och 1983 en doktorsexamen (Ph.D.) i nationalekonomi. Han är verksam som professor vid Stanford University, efter att tidigare ha varit verksam vid University of California, Berkeley, University of Chicago och University of Rochester.
Hans forskningsområde är makroekonomi, särskilt ekonomisk tillväxt. Han är en centralfigur inom teoribildningen New Growth Theory.
Romer blev i september 2016 uppmärksammad, då han kommenterade flyktingproblemet i Sverige. Han föreslog, att Sverige kunde hyra ut ett område, där miljontals flyktingar kan tas emot. Området, som skulle vara en frizon, ska inte räknas som en del av Sverige och frizonens invånare ska inte bli svenska medborgare. Romer menar, att de ska vara helt självförsörjande.
År 2018 tilldelades han tillsammans med William Nordhaus Sveriges Riksbanks pris i ekonomisk vetenskap till Alfred Nobels minne.